# グアノフラシン白斑
グアノフラシン白斑（グアノフラシンはくはん、英語：Guanofuracin leukoderma）は、水溶性グラノフラシン（抗菌物質フラシンの誘導体）を含有する点眼液使用により発生した睫毛および眼周囲の白斑である。1950年から見られた。発売は1950年4月であるが、1951年1月31日自主回収、厚生省の禁止は1951年6月26日である。白斑は1954年以降減少した。

## 原因物質

グアノフラシンの構造式

1944年にDodd等により合成されたフラシン（ニトロフラゾン）は優秀な抗菌物質であったが、水に難溶であったため、ニトロフラゾンのセミカルバジドをグアニジンに置換して水溶性を高めたグアノフラシン（5-nitro-2-furfuryliden aminoguanidine）が合成された。グアノフラシン点眼剤の使用後、睫毛白変と眼周囲皮膚の白斑がみられるようになった。

## 症状
睫毛白変と眼周囲の白斑であるが、睫毛白変は必発である。稀にはその他の部位にもでき、説明がつきにくい場合もある。発生は1951年から1953年に最も多く、1954年に入ってからは新しい症例はほとんどないようであるとされるが、この記述の教科書は1955年2月20日である。報告例は多く、山田は87例を報告している。発生頻度は使用例129例中29例、すなわち22%という報告もある。目薬使用から発生までの期間は1か月から8か月（最短で2週間）で、わずか1回の使用後もある。必ず両側に発生する。

## 発生病理
大部分がグアノフラシン点眼薬使用後で、ほかにペニシリンと他のサルファ薬の合剤の点眼薬の場合がある。動物実験では皮膚科医による報告が多いが、必ずしも成績は一致しない。グアノフラシン白斑発生が素因と関係しているという実験報告もある。

## 治療
特殊部位による制約のせいか、治療成績は不良である。